# Bjerg Eivind og hans hustru
Bjerg Eivind og hans hustru er en dokumentarfilm fra 1882 instrueret og med manuskript af Hanah West Knudsen.

## Handling
Filmen er et stærkt personligt portræt af en gammel dame, optaget af sit barnebarn, mens hun ligger for døden på et plejehjem. Situationen er skildret rent dokumentarisk ved interviews. Kameraet skildrer de stærke følelser, den pludselige kommunikation giver, tværs gennem tre generationer. Titlen hentyder til en film, den gamle dame så i sin pure ungdom.